# Caudron C.440
Caudron C.440 Goéland (česky „Racek“) byl šestimístný dvoumotorový užitkový letoun vyvinutý ve Francii v polovině 30. let 20. století.

## Vývoj a popis
Stroj vznikl na základě požadavku na rychlý, ekonomický a pohodlný dopravní letoun. První C.440 vzlétl v 17. června 1935 a už první zkoušky potvrdily jeho mimořádně zdařilou konstrukci. Osmimístný letoun s kabinou pro dva piloty poháněla dvojice invertních vzduchem chlazených řadových šestiválců Renault Bengal Six s výkonem po 132 kW.
Následovaly tři kusy C.441 s výkonnějšími pohonnými jednotkami Renault 6Q-01 po 162 kW, které byly s protiběžným smyslem otáčení instalovány také do následující civilní verze C.444. Prototyp C.445, zalétaný v roce 1936 rovněž s motory 6Q, měl křídlo se zvětšeným vzepětím o 1°. Závodní dálkový stroj upravený z C.445 nesl označení C.445R. Varianta C.448 byla opět vybavena výkonnějšími motory 6Q-02 a 6Q-03 po 176 kW (levotočivý a pravotočivý) a její vzletová hmotnost se tak zvětšila z 3500 kg na 3700 kg.
Po Goélandech C.448 začala společnost Caudron i s dodávkami čistě vojenských transportních, cvičných a sanitních variant, začínajících u typu C.445M (Militaire).
Letoun byl vyráběn v poměrně velkých počtech a to jak před 2. světovou válkou, tak i během války a dokonce i po jejím skončení.
Byl to konvenční samonosný dvoumotorový dolnoplošník s podvozkem s pevným záďovým kolečkem. Hlavní podvozek byl zatahovací do motorových gondol na křídle. V gondolách byly u prvních letounů umístěny motory Bengali 6 o výkonu 164 kW (220 k), další stroje pak poháněly obvykle motory Renault 6Q. Letoun měl kompletně dřevěnou konstrukci a dřevěný potah mimo horní a přední části trupu, která byla potažena plechem. Dřevěné křídlo bylo konstruováno jako dvounosníkové s křidélky a vztlakovými klapkami na odtokové hraně. Ocasní plochy měly pevné části potažené překližkou a pohyblivé části plátnem.
V obvyklém uspořádání měl letoun sedadla pro šest cestujících a prostor pro zavazadla v přední a zadní části trupu a s toaletou na zádi. Posádka byla dvoučlenná se sedadly vedle sebe se zdvojeným řízením.

## Operační historie

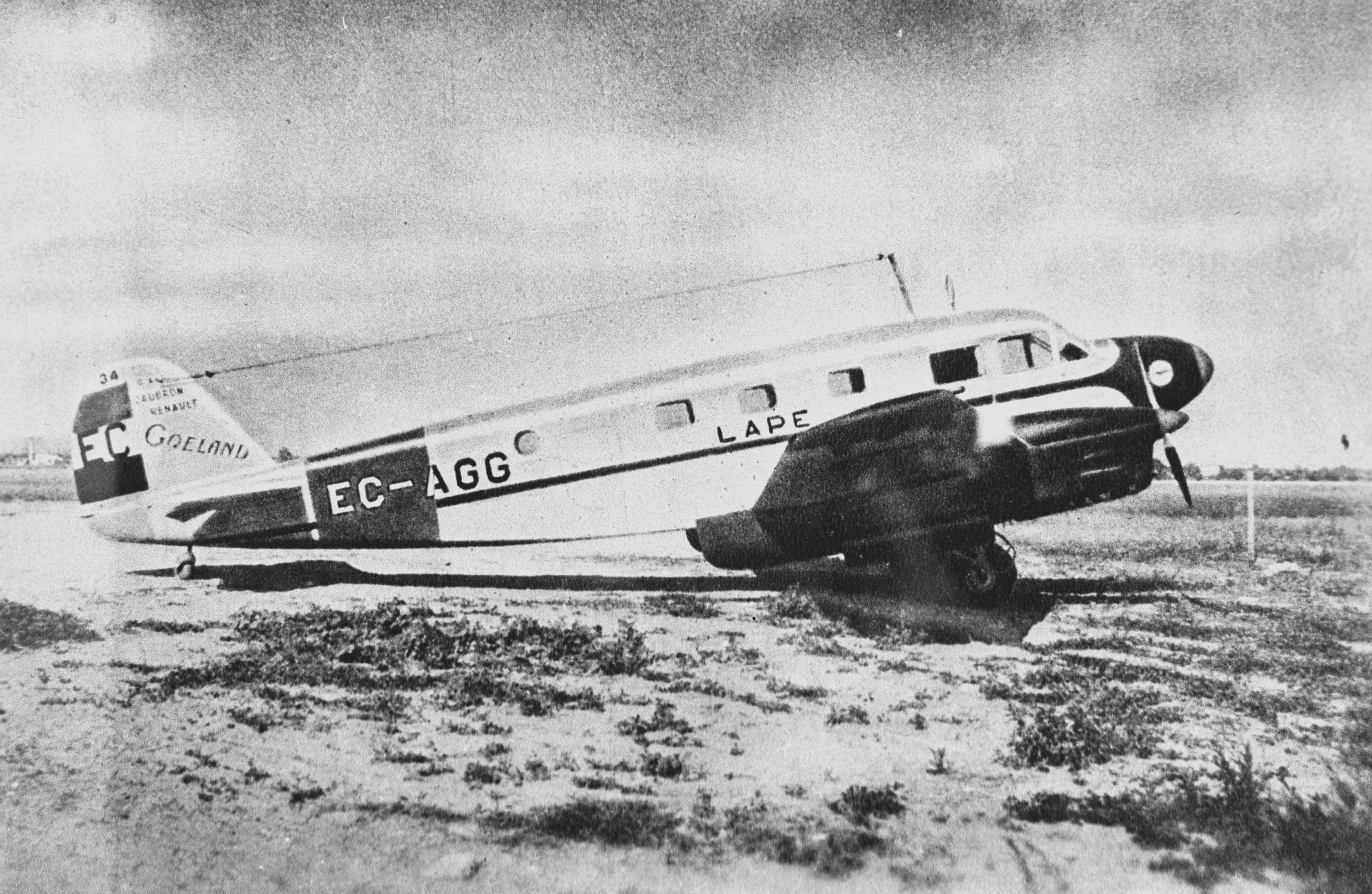
Caudron Goéland (EC-AGG) španělského dopravce LAPE

Před vypuknutím 2. světové války byl vyráběn hlavně typ C.445, který byl přijat Armée de l’Air pod označením C.445M. Další používalo i francouzské námořní letectvo Aéronavale, např. u Escadrille 55S. Ozbrojené síly používaly tyto stroje jako kurýrní a k výcviku posádek. K civilním uživatelům patřila společnost Air France, která v roce 1936 odebrala dva stroje (F-AOYP a F-AOYY), Air Bleu od května 1939 používala tři letouny C.445 a jeden C.444 jako noční poštovní na spoji Paříž-Bordeaux-Mont de Marsan-Pau a Régie Air Afrique užívající ve francouzských koloniích šest strojů C-445. Během II. světové války i po jejím ukončení se stroje této společnosti upravovaly na standard C.449. V západní Africe působila společnost Chargeurs Réunis se dvěma Goélandy, další čtyři létaly na Madagaskaru. Letouny C.445 a C.445M disponovalo rovněž letectvo Svobodných Francouzů.
Letouny byly i vyváženy. Dva stroje byly dodány do Bulharska, po dvou kusech zakoupila Jugoslávie pro dopravní společnost Aeroput. Další odebrala Argentina a Španělsko. Republikánské C.445 v počtu tří kusů sloužily u Lineas Aereas Postales Espanolas (LAPE), zbylé dodané stroje létaly jako vojenské transportní. Nacionalistické letectvo zařadilo Goélandy u 26 Grupo de Caza. Dva stroje C.445M byly dodány i belgickému vojenskému letectvu Aeronautique Militaire.
Výroba letounů C.440 a odvozených variant pokračovala i po vypuknutí 2. světové války. V té době bylo mnoho letounů zařazeno ke službě v ozbrojených silách. Po pádu Francie v roce 1940 okolo 60 exemplářů létalo u Luftwaffe v Africe, na Balkánu i na východní frontě a u německé letecké společnosti Deutsche Luft Hansa.
Výroba verzí C.445M, C.446 se zesíleným křídlem a C.449 s pohonnými jednotkami 6Q-20/21 pokračovala i pod německou okupací v továrnách v Billancourtu a v Issy-les-Moulineaux. Pro výcvik navigátorů a bombometčíků vznikl C.449.4 s prosklenou přídí. Výroba v Billancourtu byla v roce 1943 značně snížena po úspěšném náletu RAF. Němci využili letouny k výcviku pilotů, radiooperátorů, navigátorů a částečně i bombometčíků. K odsunu raněných byly používány sanitní letouny verze C.447 s odlišně uspořádaným interiérem a okénky na trupu.
Další letouny sloužily v letectvu vichistické Francie a ve francouzských koloniích u Section civile de liaisons aériennes métropolitaines (SCLAM) a Aéronavale, např. u jednotky Escadrille 4F. Dva Goélandy ulétly do Velké Británie, kde je Royal Air Force zařadilo do stavu se sériovými čísly AX775 a AX776. Dalším uživatelem byly Slovenské vzdušné zbraně, které objednaly 12 letounů C.445M v roce 1942. Několik C.445M používala také italská Regia Aeronautica
Po válce byla výroba obnovena jak pro civilní, tak i pro vojenské uživatele, přičemž stroje byly používány k transportu a jako dvoumotorová cvičná letadla. Během poválečné reorganizace francouzského leteckého průmyslu se společnost Caudron stala částí společnosti Société Nationale de Constructions Aéronautiques du Nord (SNCAN) a letoun byl přejmenován na Nord Goéland, kterých bylo postaveno v rozmezí let 1944 až 1948 325 kusů. Mezi poválečné komerční uživatele patřily společnosti Air France, Sabena (tři letouny), Aigle Azur a Compagnie Air Transport (CAT).

## Varianty

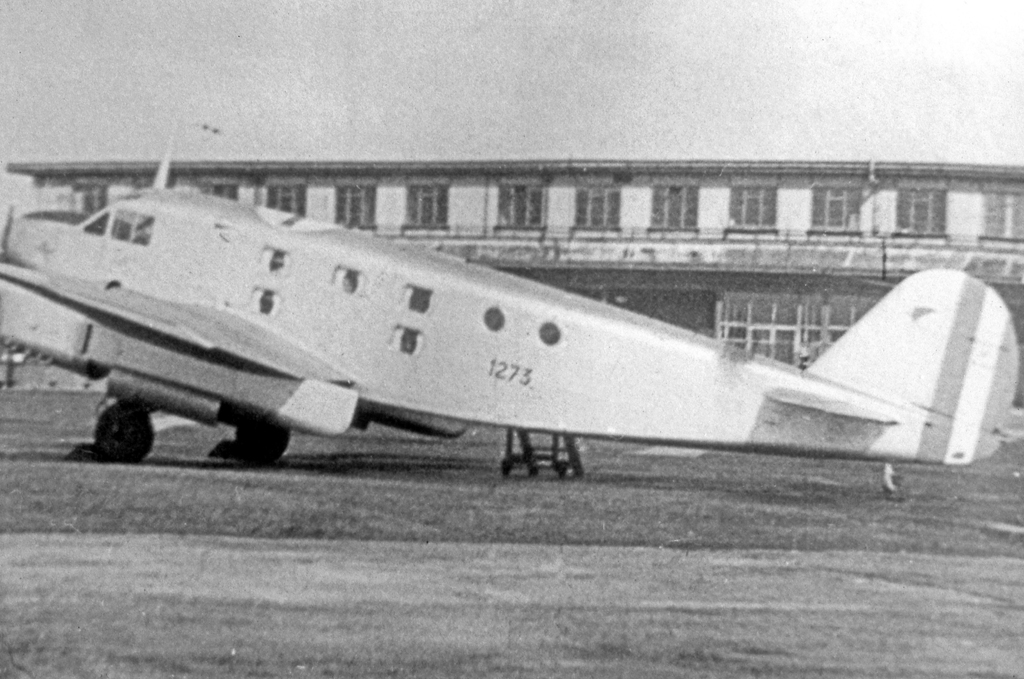
Caudron C.449 Goeland (1273), Armée de l'Air, letiště Manchester, 15. března 1947

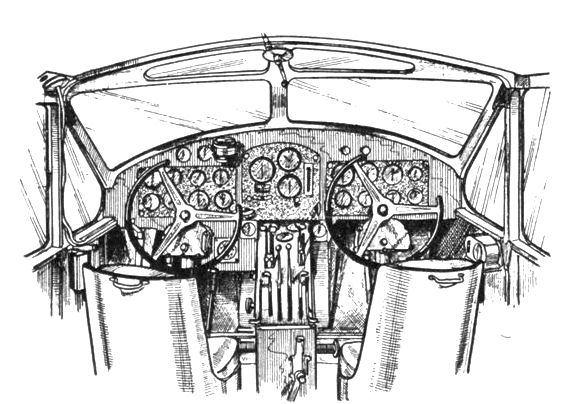
Kokpit letounu Caudron C.440

Poznámka: Celkem bylo vyrobeno 1 702 letounů. V níže uvedeném přehledu verzí je uvedeno 1 446 letounů. U zbývajících 256 letounů není možné z dochovaných záznamů zjistit, ke které variantě patřily. Mnohé starší letouny byly také různě přestavovány do novějších verzí.
C.440
Prototypy s motory Bengali 6. Postaveny 2 letouny.
C.441
Verze s motory Renault 6Q-01 o výkonu 164 kW (220 k). Postaveny 3 stroje.
C.444
První verze s protiběžnými vrtulemi, což bylo uplatněno i na dalších verzích. Byly použity motory Renault 6Q-00 a 6Q-01. Postaveno 17 strojů.
C.445
Letouny podobné verzi C.444 se zvětšeným vzepětím konců křídla z 3° na 4°. Postaveno 114 strojů.
- C.445/1

Postaveny 2 stroje.
- C.445/2

Postaveny 3 stroje.
- C.445/3

Hlavní poválečná sériová verze s motory Renault 6Q-10 a 6Q-11. Postavena 510 strojů.
C.445M
Vojenská verze. Postaveno 404 strojů.
C.445R
Verze dlouhého doletu s přídavnou palivovou nádrží v kabině pro cestující. Postaven 1 stroj.
C.446 Super Goéland
Postaven 1 stroj.
C.447
Verze postavená jako letecká ambulance pro 4 lehátka. Postaveno 31 strojů.
C.448
Verze s přeplňovanými motory Renault 6Q-02 a 6Q-03 s výkonem 179 kW (240 k). Postaveno 7 strojů.
C.449
Konečná sériová verze. Postaveno 349 strojů včetně podverzí uvedených níže.
- C.449/1
- C.449/2
- C.449/3
- C.449/4

Verze pro fotografické snímkování.
- C.449/5

## Specifikace (C.445M)

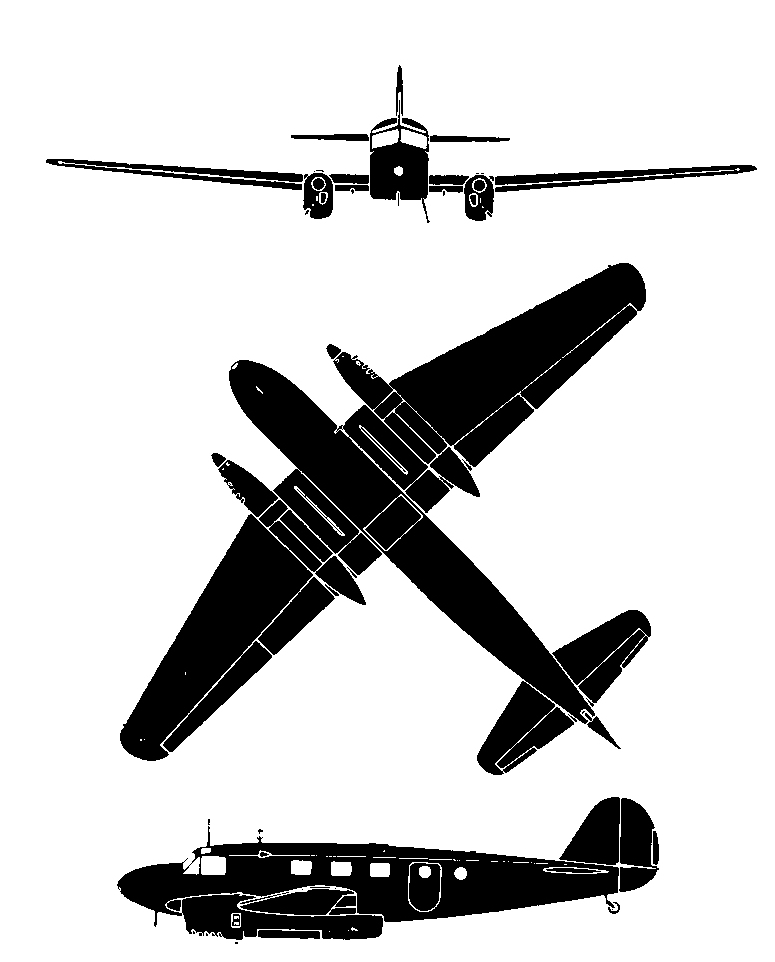
Nord C.449-1 Goéland

Technické údaje pocházejí z publikace „Jane's Encyclopedia of Aviation“.

### Technické údaje
- Posádka: 2 piloti
- Kapacita: až 6 podle uspořádání
- Užitečný náklad: ? kg
- Rozpětí: 17,59 m
- Délka: 13,68 m
- Výška: 3,40 m
- Nosná plocha: 42 m²
- Plošné zatížení: ? kg/m²
- Prázdná hmotnost: 2 292 kg
- Vzletová hmotnost: 3 500 kg
- Pohonná jednotka: 2× řadový motor Renault 6Q-00/01
- Výkon pohonné jednotky: 220 k (164 kW)

### Výkony
- Cestovní rychlost: 261 km/h ve výšce ? m
- Maximální rychlost: 300 km/h (186 mph) ve výšce ? m
- Dolet: 1 000 km
- Dostup: 7 000 m (22 965 stop)
- Stoupavost: 3,3 m/s (650 stop/min)

## Uživatelé
Belgie
- Belgické letectvo
- Sabena

 Bulharsko
- Bulharské letectvo

 Francie
- Air Bleu
- Aéromaritime[4]
- Aigle Azur
- Air France
- Francouzské letectvo
- Francouzské námořní letectvo
- Compagnie Air Transport (CAT)

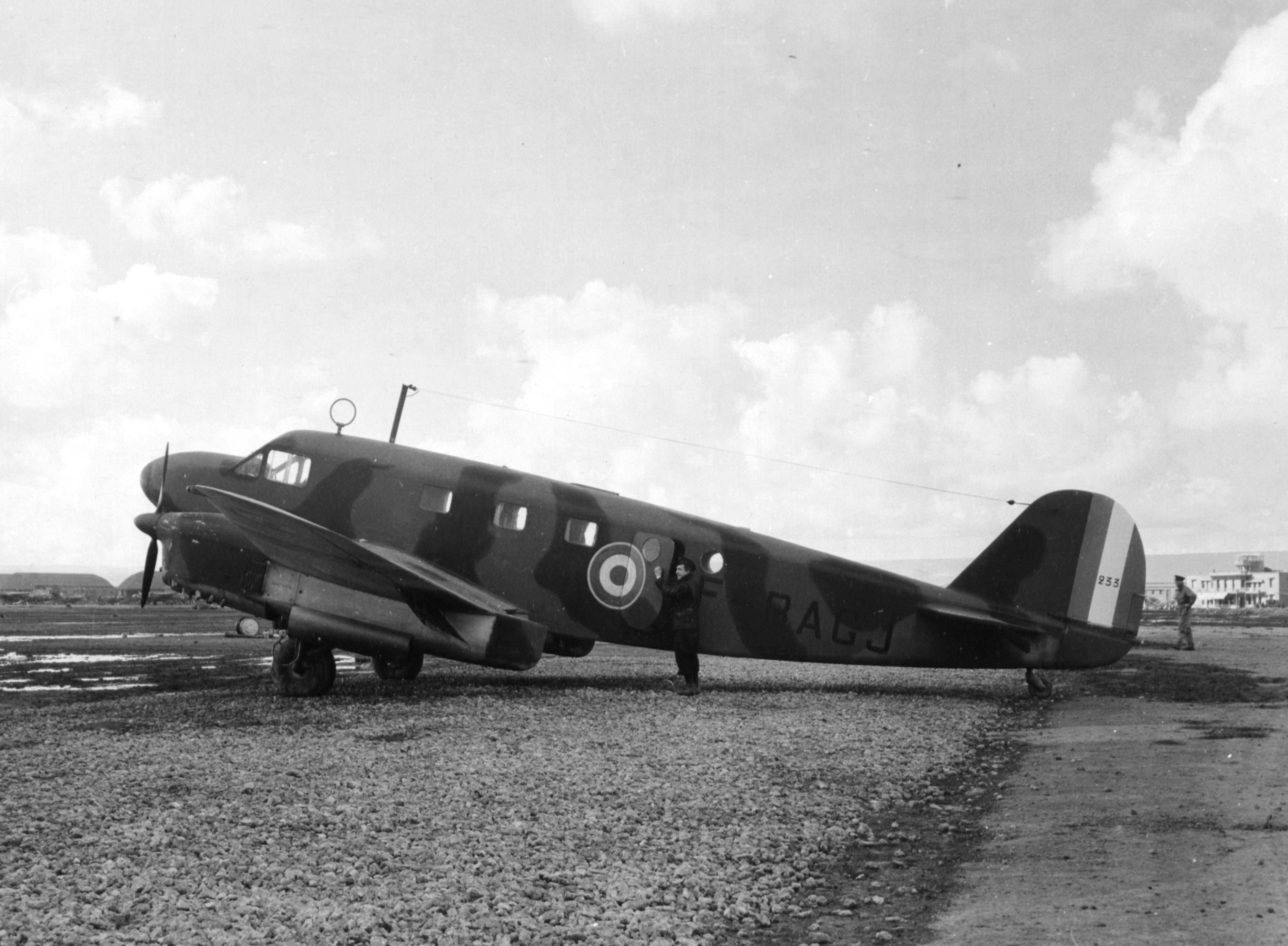
Caudron C.445 (F-BAGJ)

- Forces aériennes françaises libres
- Règie Air Afrique[4]

 Království Srbů, Chorvatů a Slovinců
- Aeroput
- Jugoslávské královské letectvo

 Německá říše
- Deutsche Luft Hansa
- Luftwaffe

 Slovensko
- Slovenské vzdušné zbraně

 Španělsko
- LAPE
- Španělské republikánské letectvo